# Вий (фильм, 2014)
«Вий», «Вий 3D» — художественный фильм режиссёра Олега Степченко, вольная экранизация повести «Вий» Николая Гоголя. Фильм находился в процессе производства с декабря 2005 года. Премьера фильма в России состоялась 30 января 2014 года, в формате 3D. Является самым кассовым российским фильмом 2014 года.
Последний фильм с участием Валерия Золотухина и Нины Руслановой.

## Сюжет
Действие фильма происходит в начале XVIII века. Картограф Джонатан Грин на землемерной карете, сконструированной им самим, отправляется в экспедицию через Евразию. Грин въезжает на территорию Западной Украины, сбивается с пути и пересекается с ритором Тиберием Горобцом и богословом Халявой. В обмен на пищу попутчики рассказывают ему о близлежащем хуторе, где год назад читал молебен над умершей девушкой их пропавший товарищ философ Хома Брут. Местный поп Паисий объявил, что старая церковь, где стоял гроб с девушкой, проклята, и жители огородили землю вокруг высоким частоколом. Но учёный-картограф не верит рассказанной истории. По прибытии в хутор в погоне от стаи инфернальных волков его карета ломается, и Грин вынужден задержаться для её починки кузнецом Тарасом. 
Через некоторое время Грин, сидя в корчме Тараса, узнаёт от казаков, что за год до его прибытия Хома Брут столкнулся в этом же самом месте с ведьмой — дочерью местного сотника, принявшей облик бабки Ганны. Когда же он в церкви читал молитвы над ней, девушка ожила и призвала нечистую силу, но Хома начертил вокруг себя круг мелом и две ночи спасался. Однако на третью ночь что-то произошло, и отец Паисий объявил старую церковь проклятым местом. Грин опять выказывает свой скептицизм относительно рассказанного, однако по мере алкогольного опьянения начинают проявляться кошмары: вареники на тарелках превращаются в маленьких страшных существ, казаки превращаются в чудовищ, а бабка Ганна оборачивается панночкой. Обернувшийся нетопырём Панас приказывает остальным существам не упустить жертву, но Грин достаёт со стола мел и успевает очертить себя кругом в тот момент, когда к нему бросается Дорош. Все чудища теряют его из виду, и тогда панночка взывает к Вию. С её зовом всю избу опутывают поднявшиеся из земли корни, всё заволакивает тьмой и появляется Вий — древний тёмный бог, чей взгляд убивает всё вокруг. Грин слышит слова Вия: он велит Грину помочь душе панночки обрести покой, взамен обещая оставить его среди живых людей.
Наутро Ганна говорит Грину, что он избран покойной панночкой и теперь является исполнителем повеления Вия. Но Грин полагает, что он просто переутомился. Вскоре его зовёт пан Сотник и просит составить карту хутора и окружающей местности. Грин соглашается, но для топографической съёмки ему нужно подняться на самое высокое место. Сотник посылает его и Петруся к старой церкви. Поднявшись на купол, Грин принимается за работу. Качнувшийся крест сбивает его вниз, инструменты и карта остаются на крыше. Уцелев благодаря Петрусю, Грин возвращается в избу, в это время отец Паисий устраивает против него заговор. По его приказу Дорош ловит Петруся, его пытают ведьминым стулом. Петрусь уговаривает Грина совершить побег и сам хочет сопровождать его вместе с блаженной селянкой Настусей. Внезапно Настуся почему-то уходит на болото. Петрусь бежит за ней и натыкается на рогатое чудовище. В ужасе он бежит на хутор и всем сообщает о случившемся.
На болото отправляются хуторяне во главе с отцом Паисием. Тем временем Настуся становится очевидицей, как Оверко убивает Дороша, так как тот обокрал его. Прибежавшие хуторяне полагают, что Настуся и есть ведьма, хватают её и, несмотря на мольбы Петруся, заточают в погреб. В это время Грин, приплывший в условленное место, встречает то самое рогатое чудовище и оказывается, что это некто, одетый в овечью шкуру. Незнакомец помогает ему выбраться из воды на берег, после чего оставляет шкуру и скрывается в неизвестном направлении. Грин добегает до хутора и сообщает пану Сотнику, что Настуся невиновна. Он узнаёт, что Сотник посылал его к церкви не ради карты, а в надежде, что Грин проведает правду о гибели панночки. Грин соглашается ещё раз пойти туда, но с условием, что Сотник обеспечит освобождение Настуси. Однако народ уже во всём верит отцу Паисию, и потому пана Сотника оглушили, а Грина швыряют в погреб к Настусе.
Находясь в заточении, Грин узнаёт, что на одной из его карт кто-то начертил план побега и за тонкой стеной жилище отца Паисия. Подслушав разговор священника с Оверко, Грин начинает понимать, что тут происходит. Вскоре Настусю достают из погреба, привязывают к деревянному кресту и отправляют по реке. По словам Паисия, если она не ведьма, то должна утонуть. Петрусь уговаривает Явтуха выпустить Грина, и тот сообщает ему всю правду об отце Паисии. Грин уговаривает Петруся отвлечь толпу, одевшись в овечью шкуру, оставшуюся на берегу. План срабатывает: Петрусь уводит людей за собой. Явтух ведёт народ к старой церкви.
Учёный в это время заходит в церковь, и ему попадается тот, кто всё это время скрывался под овечьей шкурой, изображая рогатое чудовище. Это не кто иной как Хома Брут, который год назад встретил панночку во время празднования Ивана Купалы. Но сзади подкрался отец Паисий, ударил Хому, а затем изнасиловал и избил панночку. Вскоре появилась подруга панночки Настуся, и Хоме пришлось скрыться под овечьей шкурой. Настуся до того испугалась схватившей её за ногу погибающей панночки, что онемела. Перед смертью панночка попросила своего отца позвать Хому Брута, но умерла, не успев объяснить. Весь этот год Хома прятался, желая только одного: убраться из этого места, для чего и пытался похитить карту Грина. Пока Грин слушает Хому, к нему подкрадывается отец Паисий, который всё это время преследовал свою цель: год назад, на третью ночь, получив от сотника червонцы для Брута, он их присвоил и нанял в помощь Дороша и Оверко. 
В двери уже ломятся хуторяне, от сотрясения с потолка валится большой крест и раздавливает Паисия. Явтух приводит в церковь людей, и все узнают правду.
Петрусь спасает Настусю, а Тарас доканчивает починку кареты Грина. Хома принимает иерейский сан, а Грин, понимая, что он выполнил свою задачу, прощается со всеми и отправляется дальше — в Москву. Он пишет новое письмо мисс Дадли, не догадываясь, что она уже родила от него ребёнка и её отец теперь одобряет их брак. Грин пишет, что всё случившиеся с ним мистические события можно объяснить психическим расстройством, однако в это самое время его карету догоняет один из крылатых карликов и залезает в его сумку с картами.

## В ролях
| Актёр              | Роль                                               |
| ------------------ | -------------------------------------------------- |
| Джейсон Флеминг    | картограф Джонатан Грин (озвучил Василий Дахненко) |
| Алексей Чадов      | Петрусь (озвучил Андрей Фединчик)                  |
| Агния Дитковските  | Блаженная Настуся                                  |
| Юрий Цурило        | пан Сотник                                         |
| Андрей Смоляков    | отец Паисий                                        |
| Ольга Зайцева      | панночка-ведьма                                    |
| Алексей Петрухин   | Хома Брут                                          |
| Валерий Золотухин  | Явтух                                              |
| Александр Карпов   | Панас                                              |
| Нина Русланова     | жена Явтуха                                        |
| Александр Яковлев  | Оверко «Косой» (озвучил Борис Георгиевский)        |
| Игорь Жижикин      | Дорош                                              |
| Алексей Огурцов    | Спирид                                             |
| Анатолий Гущин     | ритор Тиберий Горобец                              |
| Иван Моховиков     | богослов Халява                                    |
| Олег Тактаров      | Грицко                                             |
| Виктор Бычков      | кузнец Тарас                                       |
| Эмма Черна         | бабка Ганна                                        |
| Ёла Санько         | дочь отца Паисия                                   |
| Анна Чурина        | мисс Дадли (озвучила Ирина Киреева)                |
| Чарльз Дэнс        | лорд Дадли (озвучил Александр Груздев)             |
| Елизавета Ситалова | байстрючка                                         |
| Руслан Устинов     | Остап                                              |

## Съёмки
Проект «Вий» 3D стартовал в 2005 году. Режиссёром картины выступил Олег Степченко. В основу фильма по словам продюсера Алексея Петрухина легла версия повести, предшествующая общеизвестному тексту. «Основной целью для меня стало создание нового мира, параллельной реальности, которую хотел донести до нас Гоголь», — говорит режиссёр картины.
Когда сюжет ещё только начинали разрабатывать, Алексей Петрухин и Олег Степченко в 2006 году за 18 часов сняли рекламный ролик фильма, в котором роль Хомы Брута исполнил сам Петрухин. Ролик создавался для того, чтобы показать, что фильм в производстве, и был выпущен на экраны кинотеатров в декабре 2006-го — январе 2007. По ходу развития сценария было решено ввести ещё одного персонажа, английского учёного-картографа Джонатана Грина, прототипом которого стал путешественник Гийом ле Вассер де Боплан.
В кастинге на роль Грина участвовали Венсан Кассель, Киану Ривз, Шон Пенн. На роль панночки пробовались более 300 актрис и супермоделей России, Украины и Чехии. На роль Настуси пробовалась фотомодель Наталья Водянова. Режиссёр проводил кастинг в традициях немого кино, и искал лица, несущие «архаичность, несовременную реальности».
«Вий» снимался в павильонах студий «Баррандов» в Чехии и «Мосфильм» в России, съёмки на природе проводились на Украине, в Англии сводился звук, над созданием формата 3D работали немецкие стереографы компании «Stereotec». Специально для фильма был построен в миниатюре, трёхмерном пространстве и в реальном размере с исторической точностью весь украинский хутор с прилегающей церковью и заставой. Сама церквушка «Вия» содержит в художественной отделке элементы католицизма и древнерусского язычества. В сентябре 2012 года Ярослав Пилунский совместно с пилотом Павлом Есипчуком отснял для фильма воздушные кадры. Над фильмом работали многие иностранные и российские эксперты, с большим интересом и исторической точностью подошедшие к картине. К 2014 году бюджет фильма составил 26 млн долларов и стал самым кассовым на тот момент фильмом России.
По данным проведённых опросов, проведённых до релиза фильма, некоторые зрители считали, что фильм уже выходил на экраны. Это связано с большим количеством разговоров о фильме и материалов в СМИ в 2006—2010 годах. К тому же 16 июня 2010 года состоялся закрытый просмотр некоторых готовых эпизодов фильма. Показ, организованный создателями картины, проходил в формате 3D и был организован для представителей компаний-прокатчиков, которые рассматривали картину для проката в 80 странах мира.

## Отзывы и критика
Фильм получил неоднозначные отзывы критиков. По данным агрегатора «Критиканство», средняя оценка фильма критиками составила 5,7 из 10. Сдержанно-положительно о фильме отозвались критики таких изданий как «Новая газета», «Ведомости», «Искусство кино», «Комсомольская правда». Отрицательно — «КГ-Портал», «Афиша». Нейтрально — «Мир фантастики», «25-й кадр», The Village. Большинство изданий хвалили красочные спецэффекты и декорации фильма, но отмечали, что он довольно далёк от повести Гоголя. Фильм часто критиковали за вторичность — даже в положительных рецензиях отмечалось его сюжетное сходство с фильмом «Сонная лощина». Позже «Мир фантастики» назвал «Вия» лучшим российским фильмом 2014 года в жанрах фантастики и фэнтези, предпочтя его двум другим претендентам — «Вычислитель» и «Трудно быть богом».
Фильм при затратах 26 млн долларов собрал в мировом прокате 39 млн и стал самым успешным кинорелизом России в 2014 году.